# Минх, Григорий Николаевич
Григо́рий Никола́евич Минх (19 сентября 1836, село Грязи, ныне часть города Грязи — 23 декабря 1896, Саратов) — российский врач-инфекционист, эпидемиолог и патологоанатом.
Брат Александра Минха (1833—1912).

## Биография
Начальное образование получил в Саратовской гимназии (1853). По окончании медицинского факультета Московского университета несколько лет провел ординатором в терапевтической клинике профессора Захарьина. В 1870 году защитил докторскую диссертацию. С 1872 — прозектор в Одесской городской больнице. В 1876—1895 годах — профессор патологической анатомии в Киевском университете.
В 1874 году прививками на самом себе доказал заразительность крови больных возвратным тифом. Установил, что две формы сибирской язвы — кишечная и лёгочная — имеют единое происхождение.
В 1879 году Минх был командирован в Астраханскую губернию, по поводу чумной эпидемии в Ветлянке. Исследовал также Решт в Персии и некоторые места на Кавказе с целью выяснения путей эпидемии; результаты исследования опубликованы им в «Отчете об астраханской эпидемии».
Впервые в мире, вместе с врачом Мочутковским, высказал предположение об участии кровососущих членистоногих в передаче возбудителей заразных заболеваний.
Автор классических работ о проказе, которую исследовал, участвуя в специальных экспедициях в Херсонскую и Таврическую губернии, в Туркестан (1880—1885), а также в Египет и Палестину (1890). Отстаивал точку зрения о заразности этой болезни, противопоставляя её распространённой тогда концепции о наследственности проказы.
В отечественной литературе встречаются описания того, что Минх ещё в 1892 году установил факт возможности переноса сыпного тифа платяной вошью. В 1928 году французский бактериолог Шарль Николь за то же открытие получил Нобелевскую премию по физиологии и медицине.
После выхода в отставку в 1895 году поселился в Саратове, где и умер в 1896 году.

## Главные научные труды

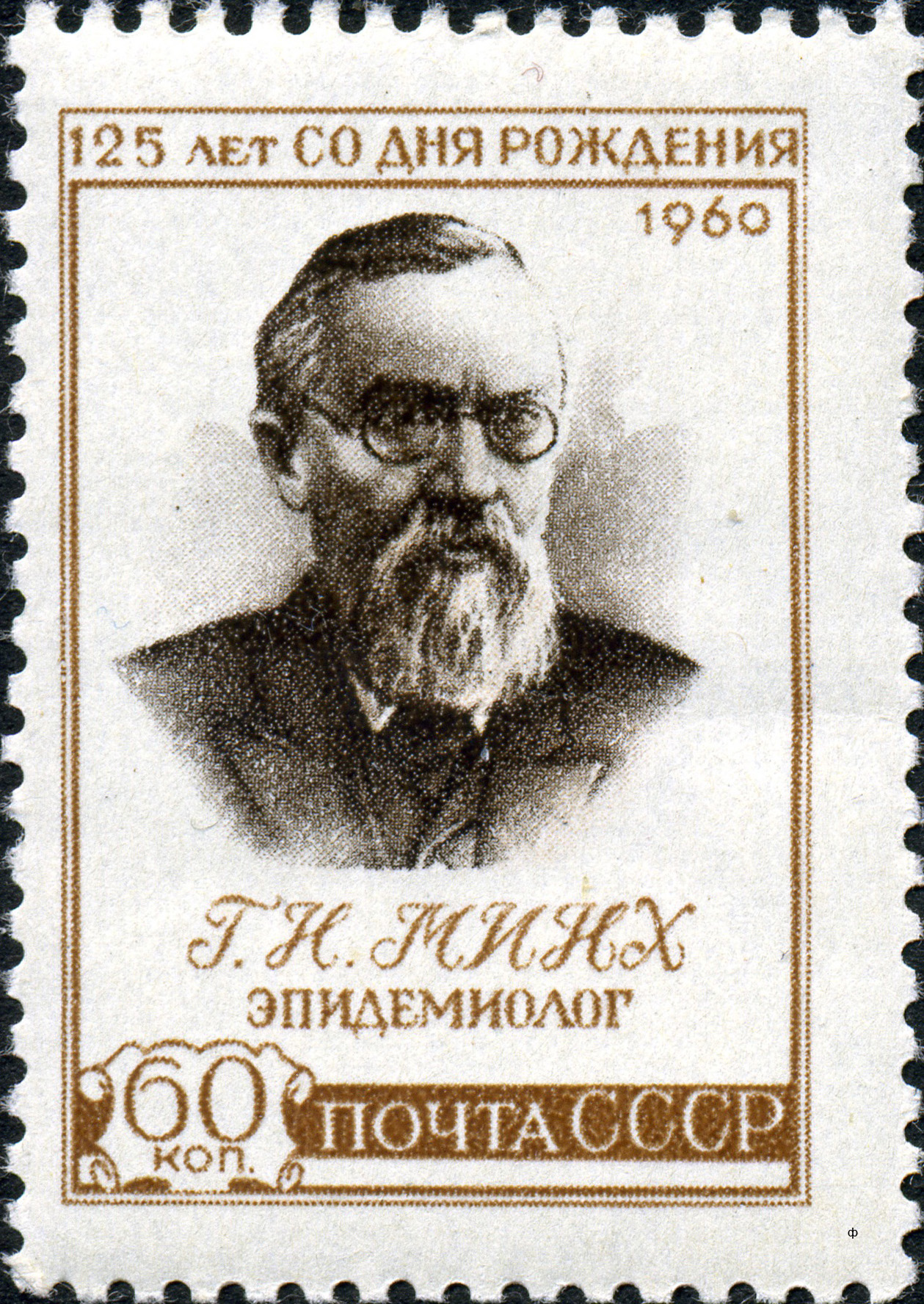
Почтовая марка СССР, 1960 год

- «К патологии сибирской язвы» («Московская Медицинская Газета», 1868) — первое разъяснение темных до того времени заболеваний mycosis ventriculi и m. intestinalis;
- «Геморроическая оспа» («Труды врачей Одоевской больницы»);
- «О высоком вероятии переноса возвратного и сыпного тифов помощью насекомых» («Хирургическая Летопись», 1877);
- «Проказа (Lepra arabum) на юге России» (т. 1, 1884—1887, т. 2, 1890);
- «Чума в России» (1898, издан после смерти автора на средства его семьи).